# Kingsley (nome)
Kingsley  è un nome proprio di persona inglese maschile.

## Origine e diffusione
Si tratta di un nome moderno, ripresa del cognome inglese Kingsley; esso deriva a sua volta da un toponimo che, in inglese antico, vuol dire "bosco del re".

## Onomastico
Essendo un nome adespota, ovvero non portato da alcun santo, l'onomastico può essere pertanto festeggiato il 1º novembre, giorno di Ognissanti.

## Persone
- Kingsley Amis, scrittore, poeta e critico letterario britannico
- Kingsley Boateng, calciatore ghanese naturalizzato italiano
- Kingsley Coman, calciatore francese
- Norman Kingsley Mailer, scrittore statunitense
- Gladwyn Kingsley Noble, zoologo statunitense
- Kingsley Obiekwu, calciatore nigeriano
- Kingsley Omoruyi, vero nome di Eddy Wata, cantante nigeriano
- Arthur Kingsley Porter, storico statunitense
- George Kingsley Zipf, linguista e filologo statunitense

## Il nome nelle arti
- Kingsley Shacklebolt è un personaggio della serie di romanzi e film Harry Potter, creata da J. K. Rowling.